# PDSA黃金獎章
PDSA黃金獎章（PDSA Gold Medal）是一项动物勇敢奖，旨在表彰动物的勇敢和奉献精神。它由人民病畜药房（PDSA）于2001年創辦，现在被认为是相当于乔治十字勋章的动物奖项。如果一只动物协助拯救人类或其他陷入危險境地的動物生命以及具有奉獻精神，那它就有可能被授予PDSA黃金獎章。如果有類似警犬和搜救犬的动物在执行公务时面对武装和暴力反抗时死亡或遭受严重伤害時也有機會獲得獎章。
在2002年11月的首届颁奖典礼上，黃金獎章頒發給了三只狗，其中一隻叫Endal的協助犬拯救了它的身患残疾的主人的生命。截至2020年9月，PDSA金质奖章已被授予給29個动物。在2020年之前，所有获奖動物都是狗，而且大多数获奖的動物都來自英国。直到2020年才有一隻老鼠獲得了獎章。当时一只來自坦桑尼亞名叫马加瓦的探雷鼠获得了奖章。該老鼠曾憑著嗅覺在柬埔寨找出超過100枚地雷，該老鼠於2022年1月初過世，享年8歲。

## 外部鏈接
- People's Dispensary for Sick Animals website （页面存档备份，存于）
- The PDSA Animal Awards Programme （页面存档备份，存于）